# 協和町 (茨城県)
協和町（きょうわまち）は、茨城県真壁郡に置かれていた町である。

## 地理
- 山：
- 河川：小貝川、観音川
- 湖沼：

### 隣接していた自治体
- 茨城県
  - 下館市
  - 西茨城郡
    - 岩瀬町

  - 真壁郡
    - 明野町
    - 大和村
    - 真壁町
- 栃木県
  - 芳賀郡
    - 二宮町

## 歴史

### 沿革
町域内に新治郡衙跡があり、奈良時代の(古代)新治郡における中心地であったと考えられている。
- 1889年（明治22年）4月1日 - 町村制施行により、真壁郡小栗村、新治村、古里村が発足。
- 1895年（明治28年）9月25日 - 新治駅が開業。
- 1953年（昭和28年）5月18日 - 国道122号（現在の国道50号）が制定。
- 1954年（昭和29年）12月1日 - 小栗村、新治村、古里村が合併し、協和村が発足。
- 1964年（昭和39年）12月1日 - 町制を敷き、協和町となる。
- 2001年（平成13年）10月 - 当時在職中だった町長が公共工事を巡る収賄容疑で逮捕される。
- 2005年（平成17年）3月28日 - 協和町、下館市、関城町、明野町が対等合併、筑西市が発足。同日協和町消滅。

### 行政区域変遷
- 変遷の年表

| 協和町町域の変遷（年表） | 協和町町域の変遷（年表） | 協和町町域の変遷（年表） |
| 年                       | 月日                     | 旧協和町町域に関連する行政区域変遷 |
| ------------------------ | ------------------------ | --- |
| 1889年（明治22年）       | 4月1日                   | 町村制施行により、以下の村がそれぞれ発足。 - 小栗村 ← 小栗村・蓬田村 - 新治村 ← 井出蛯沢村・横塚村・向川澄村・蓮沼村・門井村・久地楽村・三郷村・古郡村 - 古里村 ← 細田村・柳村・八幡村・上星谷村・下星谷村・谷永島村・下郷谷村・知行村・清水村・大島村・桑山村 |
| 1954年（昭和29年）       | 12月1日                  | 小栗村・新治村・古里村が合併し協和村が発足。 |
| 1964年（昭和39年）       | 12月1日                  | 協和村は町制施行し協和町となる。 |
| 1978年（昭和53年）       |                          | - 協和町の一部（井出蛯沢・向川澄の各一部）は下館市に編入。 - 下館市の一部（川澄の一部）が協和町に編入。 |
| 1980年（昭和55年）       |                          | 協和町の一部（小栗の一部）は岩瀬町に編入。 |
| 2005年（平成17年）       | 3月28日                  | 協和町は下館市・関城町・明野町とともに合併し筑西市が発足。協和町は消滅。 |

- 変遷表

| 協和町町域の変遷表（※細かな境界の変遷は省略） | 協和町町域の変遷表（※細かな境界の変遷は省略） | 協和町町域の変遷表（※細かな境界の変遷は省略） | 協和町町域の変遷表（※細かな境界の変遷は省略） | 協和町町域の変遷表（※細かな境界の変遷は省略） | 協和町町域の変遷表（※細かな境界の変遷は省略） | 協和町町域の変遷表（※細かな境界の変遷は省略） | 協和町町域の変遷表（※細かな境界の変遷は省略） | 協和町町域の変遷表（※細かな境界の変遷は省略） |
| 1868年 以前                                   | 1868年 以前                                   | 明治元年 - 明治22年                           | 明治22年 4月1日                               | 明治22年 - 昭和19年                           | 昭和20年 - 昭和64年                           | 昭和20年 - 昭和64年                           | 平成元年 - 現在                               | 現在                                          |
| --------------------------------------------- | --------------------------------------------- | --------------------------------------------- | --------------------------------------------- | --------------------------------------------- | --------------------------------------------- | --------------------------------------------- | --------------------------------------------- | --------------------------------------------- |
|                                               | 小栗村                                        | 小栗村                                        | 小栗村                                        | 小栗村                                        | 昭和29年12月1日 協和村                        | 昭和39年12月1日 町制                          | 平成17年3月28日 筑西市                        | 筑西市                                        |
|                                               | 蓬田村                                        |                                               | 小栗村                                        | 小栗村                                        | 昭和29年12月1日 協和村                        | 昭和39年12月1日 町制                          | 平成17年3月28日 筑西市                        | 筑西市                                        |
|                                               | 井出村                                        | 明治9年 井出蛯沢村                            | 新治村                                        | 新治村                                        | 昭和29年12月1日 協和村                        | 昭和39年12月1日 町制                          | 平成17年3月28日 筑西市                        | 筑西市                                        |
|                                               | 海老沢村                                      | 明治9年 井出蛯沢村                            | 新治村                                        | 新治村                                        | 昭和29年12月1日 協和村                        | 昭和39年12月1日 町制                          | 平成17年3月28日 筑西市                        | 筑西市                                        |
|                                               | 横塚村                                        |                                               | 新治村                                        | 新治村                                        | 昭和29年12月1日 協和村                        | 昭和39年12月1日 町制                          | 平成17年3月28日 筑西市                        | 筑西市                                        |
|                                               | 向川澄村                                      |                                               | 新治村                                        | 新治村                                        | 昭和29年12月1日 協和村                        | 昭和39年12月1日 町制                          | 平成17年3月28日 筑西市                        | 筑西市                                        |
|                                               | 東蓮沼村                                      | 明治11年 蓮沼村                               | 新治村                                        | 新治村                                        | 昭和29年12月1日 協和村                        | 昭和39年12月1日 町制                          | 平成17年3月28日 筑西市                        | 筑西市                                        |
|                                               | 西蓮沼村                                      | 明治11年 蓮沼村                               | 新治村                                        | 新治村                                        | 昭和29年12月1日 協和村                        | 昭和39年12月1日 町制                          | 平成17年3月28日 筑西市                        | 筑西市                                        |
|                                               | 門井村                                        |                                               | 新治村                                        | 新治村                                        | 昭和29年12月1日 協和村                        | 昭和39年12月1日 町制                          | 平成17年3月28日 筑西市                        | 筑西市                                        |
|                                               | 久地楽村                                      |                                               | 新治村                                        | 新治村                                        | 昭和29年12月1日 協和村                        | 昭和39年12月1日 町制                          | 平成17年3月28日 筑西市                        | 筑西市                                        |
|                                               | 荻島村                                        | 明治11年 三郷村                               | 新治村                                        | 新治村                                        | 昭和29年12月1日 協和村                        | 昭和39年12月1日 町制                          | 平成17年3月28日 筑西市                        | 筑西市                                        |
|                                               | 徳永村                                        | 明治11年 三郷村                               | 新治村                                        | 新治村                                        | 昭和29年12月1日 協和村                        | 昭和39年12月1日 町制                          | 平成17年3月28日 筑西市                        | 筑西市                                        |
|                                               | 古郡村                                        |                                               | 新治村                                        | 新治村                                        | 昭和29年12月1日 協和村                        | 昭和39年12月1日 町制                          | 平成17年3月28日 筑西市                        | 筑西市                                        |
|                                               | 細田村                                        | 細田村                                        | 古里村                                        | 古里村                                        | 昭和29年12月1日 協和村                        | 昭和39年12月1日 町制                          | 平成17年3月28日 筑西市                        | 筑西市                                        |
|                                               | 柳村                                          |                                               | 古里村                                        | 古里村                                        | 昭和29年12月1日 協和村                        | 昭和39年12月1日 町制                          | 平成17年3月28日 筑西市                        | 筑西市                                        |
|                                               | 八幡村                                        |                                               | 古里村                                        | 古里村                                        | 昭和29年12月1日 協和村                        | 昭和39年12月1日 町制                          | 平成17年3月28日 筑西市                        | 筑西市                                        |
|                                               | 上星谷村                                      |                                               | 古里村                                        | 古里村                                        | 昭和29年12月1日 協和村                        | 昭和39年12月1日 町制                          | 平成17年3月28日 筑西市                        | 筑西市                                        |
|                                               | 下星谷村                                      |                                               | 古里村                                        | 古里村                                        | 昭和29年12月1日 協和村                        | 昭和39年12月1日 町制                          | 平成17年3月28日 筑西市                        | 筑西市                                        |
|                                               | 谷永島村                                      |                                               | 古里村                                        | 古里村                                        | 昭和29年12月1日 協和村                        | 昭和39年12月1日 町制                          | 平成17年3月28日 筑西市                        | 筑西市                                        |
|                                               | 下郷谷村                                      |                                               | 古里村                                        | 古里村                                        | 昭和29年12月1日 協和村                        | 昭和39年12月1日 町制                          | 平成17年3月28日 筑西市                        | 筑西市                                        |
|                                               | 知行村                                        |                                               | 古里村                                        | 古里村                                        | 昭和29年12月1日 協和村                        | 昭和39年12月1日 町制                          | 平成17年3月28日 筑西市                        | 筑西市                                        |
|                                               | 清水村                                        |                                               | 古里村                                        | 古里村                                        | 昭和29年12月1日 協和村                        | 昭和39年12月1日 町制                          | 平成17年3月28日 筑西市                        | 筑西市                                        |
|                                               | 大島村                                        |                                               | 古里村                                        | 古里村                                        | 昭和29年12月1日 協和村                        | 昭和39年12月1日 町制                          | 平成17年3月28日 筑西市                        | 筑西市                                        |
|                                               | 桑山村                                        | 明治22年以前 桑山村                           | 古里村                                        | 古里村                                        | 昭和29年12月1日 協和村                        | 昭和39年12月1日 町制                          | 平成17年3月28日 筑西市                        | 筑西市                                        |
|                                               | 栗崎村新田                                    | 明治22年以前 桑山村                           | 古里村                                        | 古里村                                        | 昭和29年12月1日 協和村                        | 昭和39年12月1日 町制                          | 平成17年3月28日 筑西市                        | 筑西市                                        |

## 地域

### 教育
- 協和町立協和中学校
- 協和町立新治小学校
- 協和町立小栗小学校
- 協和町立古里小学校
- 茨城県立協和養護学校（現・茨城県立協和特別支援学校）

## 交通

### 鉄道
- 東日本旅客鉄道
  - ■水戸線
    - 新治駅

### 道路
- 一般国道
  - 国道50号
- 主要地方道
  - 茨城県道7号石岡下館線
  - 茨城県道45号つくば真岡線
- 一般県道
  - 茨城県道149号横塚真壁線
  - 茨城県道151号荻島真壁線
  - 茨城県道207号高田下館線
  - 茨城県道216号岩瀬二宮線

## 名所・旧跡・観光スポット・祭事・催事
- 新治郡衙跡
- 新治廃寺跡
- 小栗城跡
- 県西総合公園

## 出身有名人
- 久野恒一（参議院議員）
- 中沢健（作家・芸人）